# Aeroporto
Aeroporto – stacja metra w Lizbonie, na linii Vermelha. Otwarcie stacji nastąpiło 17 lipca 2012. Obsługuje Port lotniczy Lizbona-Portela.
Ta stacja znajduje się tuż obok budynku przylotów lotniska Portela, gdzie lądują samoloty z Polski, w tym tanie linie lotnicze. Projekt architektoniczny jest dziełem architekta Leopoldo de Almeida Rosa i wykonany został przez artystę António. Podobnie jak najnowsze stacje metra w Lizbonie, jest przystosowana do obsługi pasażerów niepełnosprawnych. Znajdują się tu windy i schody ruchome ułatwiające dostęp do antresoli. Na stacji znajdują się kasy oraz automaty biletowe. 
Jest to, i pozostanie, końcowa stacja linii czerwonej prowadząca obecnie do  São Sebastião na przecięciu z linią niebieską. W roku 2023 ogłoszono jednak projekt przedłużenia linii wart 330 milionów Euro i datą zakończenia prac w roku 2026.